# Cicurina deserticola
Cicurina deserticola là một loài nhện trong họ Dictynidae.
Loài này thuộc chi Cicurina. Cicurina deserticola được Ralph Vary Chamberlin & Wilton Ivie miêu tả năm 1940.